# Münzgasse (Tübingen)
Die Münzgasse ist eine der ältesten Gassen in der Altstadt von Tübingen. Sie ist benannt nach der ehemaligen Münze in Nr. 6, einer pfalzgräflichen Prägestätte. Bis Mitte des 19. Jahrhunderts hatte die Universität hier ihre zentralen Einrichtungen (Aula, Stiftskirche, Kollegiengebäude), dazu kamen herrschaftliche Stadthäuser des Adels und Wohnhäuser von Professorenfamilien.

## Lage
Die 180 m lange Münzgasse verläuft erst ansteigend und dann nach Osten abfallend zwischen dem Faulen Eck im Westen und der Stiftskirche und von dort nach Norden zum Holzmarkt im Osten in der Tübinger Oberstadt.

## Geschichte
Ein archäologisch belegtes alamannisch-merowingisches Reihengräberfeld mit Funden aus der 1. Hälfte 7. Jahrhundert westlich der später errichteten Stiftskirche in der Münzgasse 32 ist eines der frühesten Anzeichen für die Besiedelung des späteren Stadtgebiets.
Die im Kern mittelalterlichen zwei- bis viergeschossigen, verputzten Fachwerkbauten, von denen die meisten inzwischen unter Denkmalschutz stehen, wurden im Westen vorwiegend giebelständig und im Osten meist traufständig entlang der Münzgasse errichtet. Wegen der zum Neckar abfallenden Hangstufe haben die im Süden liegenden Gebäude hohe Hanggeschosse mit darin befindlichen Kellern und Zugängen.
Es gibt dort heute noch einige historische Universitätsgebäude sowie universitätsnahe Gebäude wie Professorenwohnhäuser, Studentenwohnheime, Buchdrucker- und Verlagsgebäude. Außer den gehobenen Bürgerhausbauten und zwei Patrizierhöfen liegen im Osten die ab 1477 in Nachfolge des alten Bebenhäuser Pfleghofes entstandenen Gründungsbauten der Universität sowie die Stiftskirche, deren Chor bis zum Bau der (inzwischen Alten) Aula in der Münzgasse 30 durch die Universität genutzt wurde.
Die spätmittelalterlichen Wohn- und Universitätsgebäude entlang der Münzgasse prägen die westliche Neckarfront in hohem Maße und haben einen hohen Zeugniswert sowohl für die Stadtbaugeschichte als auch für die Geschichte der Tübinger Universität.

## Gebäude
| Bild | Nr.   | Beschreibung |
| ---- | ----- | --- |
|      | 1     | Dreigeschossiges zur Münzgasse traufständiges Bürgerhaus am Faulen Eck; verputzter Fachwerkaufsatz über massivem Erdgeschoss und tonnengewölbtem Keller; Mansardgiebeldach. Das Haus ist 1525 erstmals bezeugt und wurde im 16. und 17. Jahrhundert von Universitätsangehörigen bewohnt. Mitte des 18. Jahrhunderts Gasthaus „Waldhorn“. Kulturdenkmal. |
|      | 2/4   | Zur Münzgasse vier- und zum Klosterberg sechsstöckiges giebelständiges Wohnhaus mit verputztem Fachwerkaufsatz über massivem Erdgeschoss und Gewölbekeller. Mansardartig abgesetztes Satteldach. Die Häuser Nr. 2 (errichtet um 1500) und Nr. 4 (1498 erstmals urkundlich genannt) wurden Mitte des 18. Jahrhunderts zusammengelegt und erhielten einen gemeinsamen Giebel. Kulturdenkmal. |
|      | 3     | Dreistöckiges traufständiges Wohnhaus mit steilem Satteldach auf trapezförmigem Grundriss. Zur Münzgasse hin schmaler Giebel. Tonnengewölbter Keller, massives Erdgeschoss, verputzter Fachwerkaufbau. 1653 Wohnhaus des Theologen Balthasar Raith. Kulturdenkmal. |
|      | 5     | Viergeschossiger, giebelständiger, im Kern spätmittelalterlicher verputzter Fachwerkbau. Heute: Schmuckstüble Gotlinde Waidelich. |
|      | 6     | Hier befand sich im 14. und 15. Jahrhundert die Münzstätte der Grafen von Tübingen bzw. des Grafen Eberhard im Bart. Sie wurde wegen des Lärms an den Stadtrand in die Neckarhalde 30 verlegt. Das heutige Gebäude Münzstr. 6 ist zusammen mit Clinicumsgasse 3 der mögliche Nachfolgebau der Alten Münze: Keller wohl noch 15. Jahrhundert, Erdgeschoss im 16. Jahrhundert, Fassade im 18. Jahrhundert neugestaltet. Kulturdenkmal. |
|      | 7     | Pfleghof des Klosters Blaubeuren von 1412 bis 1505 mit erhaltenen großen Kellern. 1505 als Patrizierhof umgebaut; aus dieser Baumaßnahme stammt die Fachwerkfassade. Später Adelssitz (Wappen der Familie von Ertingen und Jahreszahl 1740). Der Gasthof zum René wurde 1848 vom Bierwirt Andreas Denneler gegründet. Seit 1913 war das Gebäude als katholisches Vereinshaus bekannt, da hier mehrere katholische Vereine ihren Sitz hatten. Der Gasthof wurde 1938 geschlossen. Kulturdenkmal. Heute Studentenwohnheim. |
|      | 8     | Einziges Haus der Münzstraße, das nicht von Akademikern bewohnt wurde, sondern von wechselnden Handwerkern, 1763 von einem Antiquar und 1804 von einem Buchbinder. Kleiner Gewölbekeller, massives Erdgeschoss (vier Fenstern mit Klappläden), darüber verputzter Fachwerkbau, im Giebel alte Ladeluke. im Kern 15. Jahrhundert, heutiges Erscheinungsbild 18. Jahrhundert. Kulturdenkmal. |
|      | 9     | Stammhaus der Buchhandlung Osiander. Langgestrecktes traufständiges dreigeschossiges Gebäude mit Satteldach. Großer, im Kern noch mittelalterlicher Gewölbekeller, nach einem Brand Neubau von 1780 durch den Buchhändler Jakob Friedrich Heerbrandt: hohes massives Erdgeschoss mit zwei Hauseingängen (Segmentbögen), seitliche Toreinfahrt, Zwischengeschoss, darüber verputzter Fachwerkaufsatz. Teile der historischen Inneneinrichtung: Treppenhaus, Stuck, Wandvertäfelungen. Kulturdenkmal. |
|      | 10    | Im 15. Jahrhundert Adelssitz, später im Besitz der Familie Gmelin. Testamentarisch 1907 an die Vinzentinerinnen vom Kloster Untermarchtal zu karitativen Zwecken. Das 1522 errichtete Haus gehört heute der Katholischen Gesamtkirchengemeinde Tübingen. Es wurde 1994 unter Berücksichtigung des denkmalpflegerischen Anspruchs an die Erhaltung eines hochrangigen Baudenkmals grundlegend saniert und für geänderte Nutzungen als zeitgemäßes Wohn- und Bürohaus umgebaut. Gravierende konstruktive und bauphysikalische Mängel wurden beseitigt und die Grundrisse modernisiert, unter anderem für die Wohnung des Pfarrers der Innenstadtkirche St. Johannes. Das gesamte Dachgeschoss wurde aufgrund des schlechten Zustandes der vorhandenen Bausubstanz neu errichtet. Kulturdenkmal. |
|      | 11    | Auf langgestrecktem Grundriss ein giebelständiges und ein traufständiges Gebäude. Kernbau des giebelständigen Hauses nach Universitätsgründung 1477, traufständiger Bau nach Brand 1624. Amtssitz des Universitätskanzlers, der ursprünglich auch Stiftspropst und Theologieprofessor war. Kulturdenkmal. Institut für Erziehungswissenschaft (Erwachsenenbildung, Weiterbildung) der Wirtschafts- und Sozialwissenschaftlichen Fakultät der Universität Tübingen. Weitere Räume dieses Instituts sind in der Münzgasse 22–30. |
|      | 12    | Das Haus wurde seit Gründung der Universität durchgängig von Professoren bewohnt. Großer hochmittelalterlicher Keller, darüber massives Erdgeschoss mit profiliertem Senkbogenportal, verputzter Fachwerkaufsatz (spätes 16. Jahrhundert) und Satteldach. Kulturdenkmal. |
|      | 13    | Martinianum |
|      | 14/16 | Um 1500 errichtet, ehemaliger Adelssitz (Wappen am Portal: Konrad von Fürst und Anna von Neuneck, 1548) mit schönem Innenhof. |
|      | 15    | Cottahaus: Seit Johann Georg Cotta sich 1659 in Tübingen niedergelassen hatte und bis zum Umzug nach Stuttgart (1810) wohnte hier eine Buchhändlerdynastie. |
|      | 17    | Heute ist dort die Tangente Jour, eine Café-Bar im französischen Stil mit Straßencafé, einem Bistro und einer Cocktail-Lounge. |
|      | 18    | Sogenanntes „Klösterle“. Laut Bauinschrift 1490 von Ludwig Truchseß von Höfingen, einem Professor für Kirchenrecht, erbaut. Im 19. Jahrhundert Stiftung für verarmte ledige Frauen und Witwen von Stand, die hier freie Kost und Logis hatten. |
|      | 20    | Erbaut 1489 als Hörsaal der Juristischen Fakultät, seit 1653 der Philosophischen Fakultät. Seit 1847 in städtischem Besitz (Mädchenvolksschule, später Grundschule). Im Keller befindet sich der älteste deutsche Universitätskarzer, der nachweislich seit 1515 genutzt wurde. Da die Delinquenten auf den Wänden Graffiti hinterließen, veranlasste die Universitätsleitung 1736 die Ausmalung der beiden tonnengewölbten Räume mit biblischen Szenen. |
|      | 22/28 | Altes Kollegiengebäude der Universität, erbaut 1484. |
|      | 30    | Alte Aula |
|      | 32    | Stiftskirche |